# Les Conscrits insoumis
Pour les articles homonymes, voir Conscrit (homonymie).
Les Conscrits insoumis est une chanson antimilitariste française, publiée en 1902 dans le Chansonnier de la Révolution sous le titre Les Conscrits affranchis, pour déjouer la censure. Auteurs et compositeurs sont inconnus.
La chanson a été enregistrée par Marc Ogeret.

## Paroles
Allons enfants des prolétaires,

On nous appelle au régiment

On veut nous faire militaires

Pour servir le gouvernement.

Nos pères furent très dociles

A des règlements incompris,

Nous, nous serons moins imbéciles,

Les insoumis (bis)

On nous dit d'avoir de la haine

Pour les Germains envahisseurs,

De tirer Alsace et Lorraine

D'entre les mains des oppresseurs,

Que nous font les luttes guerrières

Des affameurs de tous pays ?

Nous ne voulons plus de frontières,

Les insoumis (bis)

On nous parle en vain de patrie,

Nous aimons les peuples divers,

Nous allons porter l'Anarchie

Sur tous les points de l'Univers.

Au jour de la lutte finale,

Les réfractaires tous unis,

Feront l'Internationale

Des insoumis (bis)

Spoliés par la bourgeoisie,

De nos produits, de tous nos biens,

Elle veut, suprême ironie,

Que nous en soyons les gardiens.

Le soldat est sa sauvegarde,

Elle le paye de mépris.

Nous ne sommes pas chiens de garde,

Les insoumis (bis)

Quand nous allons dans les casernes,

Où l'on cherche à nous abrutir

Avec un tas de balivernes

Auxquelles il faut obéir,

Parlant de grève générale

À tous les frères endormis,

Nous préparons la Sociale,

Les insoumis (bis)

Les soldats répriment la grève

Et font du tort aux travailleurs,

Et quand le peuple se soulève,

On en fait de bons fusilleurs.

Nous devons leur faire comprendre

La sottise qu'ils ont commis.

Ils passeront sans plus attendre,

Aux insoumis (bis)

Si les bourgeois font la revanche,

Ce jour les peuples révoltés

S'élanceront en avalanche 

Les bourgeois seront emportés.

Si le soldat est notre frère

Les gradés sont nos ennemis

Car ils ont déclaré la guerre

Aux insoumis (bis)

## Interprète
- Marc Ogeret, album CD Chansons « contre », Disque 33 tours, Vogue, CLVLX29 (1988 pour le CD, Disques Vogue). Prix de l'Académie Charles-Cros.